# اچ‌ام‌اس دریدنوت (۱۸۷۵)
اچ‌ام‌اس دریدنوت (۱۸۷۵) (به انگلیسی: HMS Dreadnought (1875)) یک کشتی بود که طول آن ۳۲۰ فوت (۹۸ متر) بود. این کشتی در سال ۱۸۷۵ ساخته شد.